# Callochromis pleurospilus
Callochromis pleurospilus е вид бодлоперка от семейство Цихлиди (Cichlidae). Видът не е застрашен от изчезване.

## Разпространение и местообитание
Разпространен е в Бурунди, Демократична република Конго, Замбия и Танзания.
Обитава крайбрежията и пясъчните дъна на сладководни басейни и реки.

## Описание
На дължина достигат до 10 cm.
Популацията на вида е намаляваща.